# Комсомольское (Северная Осетия)
Комсомо́льское (осет. Комсомольскæй) — село в Кировском районе Северной Осетии-Алании. Административный центр Комсомольского сельского поселения.

## География
Село расположено в северо-восточной части района, на левом берегу реки Ошако. Находится в 8 км к востоку от районного центра — Эльхотово и в 57 км к северо-востоку от Владикавказа.
Граничит с землями населённых пунктов: Эльхотово на западе и Плановское на северо-западе. На противоположной стороне Кабардино-Сунженского хребта расположено село Заманкул, в которую ведёт горная грунтовая дорога через перевал.
Населённый пункт расположен в предгорной зоне у северного подножья Кабардино-Сунженского хребта. Средние высоты на территории села составляют 334 метров над уровнем моря. Абсолютные высота достигают 600 метров на юге сельского поселения.
Гидрографическая сеть представлена рекой Ошако, стекающей со склона Кабардино-Сунженского хребта и впадающего в Эльхотовский канал у северной окраины села.

## История
Село основано в конце XIX века переселенцами из мусульманских сёл Заманкул и Эльхотово.
Первоначально село носило название Дашково, Илларионовское, в честь русского наместника на Северном Кавказе граф-генерала Дашкова-Воронцова, который владел землёй и лесами на северном склоне Кабардино-Сунженского хребта.
В 1911 году село было переименовано в Илларионовку, но жители по прежнему его называли Дашково.
Указом Президиума Верховного Совета РСФСР от 26 апреля 1941 года село Илларионовское переименовано в Комсомольское., что в переводе с осетинского означает — «идущий впереди». 
В конце XX века село быстро увеличилось за счёт беженцев и переселенцев из Южной Осетии.

## Население
| 2002  | 2010  | 2011  | 2012  | 2013  | 2014  | 2015  |
| ----- | ----- | ----- | ----- | ----- | ----- | ----- |
| 1198  | ↗1315 | ↗1316 | ↗1327 | ↗1333 | ↗1346 | ↗1359 |
| 2016  | 2017  | 2018  | 2019  | 2020  | 2021  | 2023  |
| ↘1343 | ↗1362 | →1362 | ↘1355 | ↗1368 | ↗1419 | ↗1423 |
| 2024  | 2025  |       |       |       |       |       |
| ↗1425 | →1425 |       |       |       |       |       |

Национальный состав
По данным Всероссийской переписи населения 2010 года.
| Народ   | Численность, чел. | Доля от всего населения, % |
| ------- | ----------------- | -------------------------- |
| осетины | 1 249             | 95,0 %                     |
| другие  | 66                | 5,0 %                      |
| всего   | 1 315             | 100 %                      |

## Инфраструктура
До 1930 года в селе действовала мечеть, которая была закрыта с началом атеистической политики в СССР, а потом переоборудована в сельскую библиотеку.